# Весь цей джаз
«Весь цей джаз» (англ. All That Jazz) — музичний фільм американського режисера та хореографа Боба Фосса. Сценарій Роберта Алана Ортура і Боба Фосса є напівавтобіографічною фантазією за мотивами епізодів життя і кар'єри Фосса як танцівника, хореографа і режисера. Зокрема, сердечний приступ, який він переніс під час роботи над бродвейським мюзиклом «Чикаго» (1975) та фільмом «Ленні». Фільм здобув Золоту пальмову гілку в 1980 на Каннському кінофестивалі і чотири Оскари.

## Зміст
Талановитий хореограф і режисер Джо Гідеон готує ще один музичний спектакль на Бродвею, і одночасно закінчує монтаж останнього фільму про коміка. Джо розлучений, зловживає алкоголем, не підтримує контакти з колишньою дружиною (за винятком дочки Мішель). Інтенсивний спосіб життя і численні романи викликають ослаблення організму Джо. Для того, щоб зберегти видимість гарної форми, він щоранку приймає стимулятори, що призводить до погіршення його психічного стану, і, нарешті, до серцевого нападу…

## Головні ролі
- Рой Шайдер — Джо Гідеон
- Джессіка Ленг — Анжеліка
- Ліленд Пальмер — Одрі Періс
- Енн Рейнкінг — Кейт Джагер
- Кліфф Гормен — Девіс Ньюман

## Пісні
- On Broadway — Джордж Бенсон
- A Perfect Day — Гаррі Нілссон
- Everything Old Is New Again — Пітер Ален (Peter Allen)
- There's No Business Like Show Business — Етель Мірмен (Ethel Merman)